# Egil Johansen (Jazzmusiker)

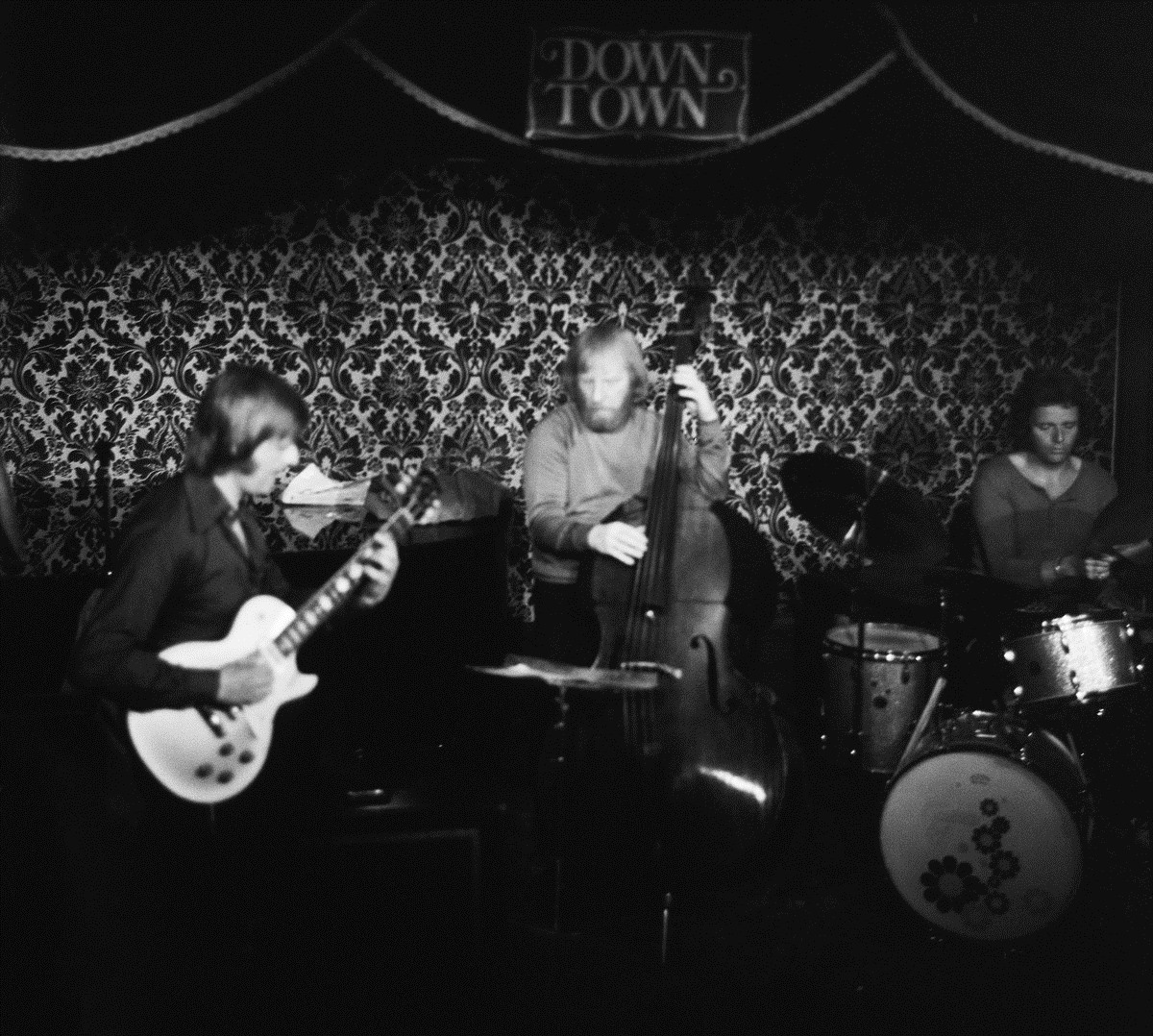
Egil Johansen (r.) mit Rune Gustafsson (l.) und Red Mitchell (Mitte) bei einem Konzert im Jazzclub Down Town in Oslo (1972)

Egil Johansen (* 11. Januar 1934 in Oslo; † 4. Dezember 1998 in Kykoping) war ein norwegischer Jazz-Schlagzeuger, Komponist, Arrangeur und Musikpädagoge.

## Leben und Wirken
Johansen, der auch unter seinem Spitznamen Egil „Bop“ bekannt war, begann seine Karriere als Musiker mit 16 Jahren, als er 1950 in Einar Stenbergs Orchester spielte. Danach arbeitete er in Egil Monn-Iversens Orchester und in der experimentellen Band von Kjell Johansen, der er von 1951 bis 1953 angehörte. 1952 spielte er in Rowland Greenbergs Orchester. 1954 zog er auf Einladung von Simon Brehm nach Schweden, wo er mit führenden Musikern der dortigen Jazzszene wie Arne Domnérus, Bengt Hallberg, Rune Gustafsson, Georg Riedel und Jan Johansson arbeitete. 1957 gehörte er dem Rune Öfwerman Trio an, das mit dem Klarinettisten Tony Scott das Album Swinging in Sweden einspielte.
Unter der Leitung von Harry Arnold spielte Johansen Ende der 50er mit gastierenden amerikanischen Musikern, so 1958 mit Quincy Jones (Quincy's Home Again). In den 1960er Jahren tourte Egil Johansen mit dem Orchester von Arne Domnérus und wirkte an Aufnahmen von Alice Babs mit. Im Rahmen der Truppenunterhaltung spielte er in Gaza und später in Zypern vor schwedischen UN-Truppen. Von 1973 bis 1983 war er Initiator und Leiter der Künstlerkooperative Jazz Incorporated, gehörte aber auch der Swedish Radio Jazz Group an (Terje Rypdal Odyssey: In Studio & In Concert). 1983 wirkte er an einer Session von Lee Konitz mit skandinavischen Musikern um Lars Sjösten mit (Dedicated to Lee); 1984 spielte er als Mitglied der Swedish All-Stars mit Jack Sheldon und 1985 im Orchester von Per Husby (Dedications). Um 1990 spielte er im Trio des Pianisten Egil Kapstad. Von 1985 bis 1998 gehörte er zu der norwegischen Gruppe Brazz Brothers, die u. a. auch mit Misha Alperin auftrat. 
1993 erhielt er den Buddyprisen, die höchste Auszeichnung im norwegischen Jazz, 1995 den Gammleng-prisen und 1997 den Jan Johansson-stipendiet. Er trat auch als Sänger in der Hasseåtage-Revue Spader madame auf. Johansen ist Vater des Sängers Jan Johansen.
Johansen arbeitete außerdem im Laufe seiner Karriere mit Totti Bergh, Klaus Doldinger, Rolf Ericson, Lars Gullin, Bengt Hallberg, Atle Hammer, Einar Iversen, Thad Jones, Ove Lind, Nils Lindberg, Åke Persson, Knut Riisnæs, Bengt-Arne Wallin, Staffan William-Olsson und Monica Zetterlund.

## Diskographische Hinweise
- Egil Kapstad: Cherokee (Gemini, 1988)
- Ove Lind: One Morning in May (Phonastic, 1975/76)
- Knut Riisnæs: Confessin´ the Blues (Gemini, 1989)
- Lars Sjösten/Lee Konitz: Dedicated to Lee - Lars Sjösten Plays the Music of Lars Gullin (Dragon Records, 1983)